# کیلارنی
شهر کیلارنی (به انگلیسی: Killarney) با جمعیت  ۱۳٫۴۲۶   نفر  در شهرستان کری در کشور جمهوری ایرلند واقع شده‌است.